# Лукојанов
Лукојанов (рус. Лукоянов) град је у Русији у Нижњеновгородској области. Према попису становништва из 2010. у граду је живело 14951 становника.

## Становништво
| 1939. | 1959. | 1970.  | 1979.  | 1989.  | 2002.  | 2010.  |
| ----- | ----- | ------ | ------ | ------ | ------ | ------ |
| 5.500 | 6.983 | 10.194 | 11.429 | 12.276 | 12.856 | 14.951 |